# Улица Юлиуса Фучика (Нижний Новгород)
Улица Ю́лиуса Фу́чика — улица, расположенная на юго-западе Нижнего Новгорода в Автозаводском районе.

## Происхождение названия
Название присвоено в память о чешском писателе и общественном деятеле Юлиусе Фучике (1903—1943), казненном за антифашистскую деятельность. Находясь в заключении, написал книгу «Репортаж с петлей на шее».

## Описание
Улица начинается от дома № 98А по проспекту Ленина и идет параллельно ул. Веденяпина до берега Оки, пересекая ул. Героя Смирнова, ул. Лескова, ул. Монастырка, ул. Героя Шнитникова, Южное шоссе. На берегу реки есть небольшой пляж с детской площадкой.

## Здания и сооружения
Улица застроена типовыми 5- и 9-этажными панельными домами (т. н. «хрущевками» и «брежневками»). Единственным необычным сооружением является храм Святой Троицы в доме № 50/1.

## Транспорт
- Нижегородский троллейбус — № 22

Недалеко от улицы находится станция Нижегородского Метро — Парк культуры